# 歐米加島

64°20′S 62°56′W / 64.333°S 62.933°W
歐米加島（英語：Omega Island）是南極洲的島嶼，屬於帕默群島中梅爾基奧群島的一部分，位於南冰洋海域，長3公里、寬1.7公里，面積10平方公里，該島大部分地區被冰雪覆蓋，島上無人居住。